# Aker Stadion
Le Aker Stadion ou Molde Stadion est un stade situé à Reknes, dans le comté de Møre og Romsdal et l'aire métropolitaine de Molde, en Norvège.